# Tour Gloriette
Pour les articles homonymes, voir Gloriette (homonymie).
La Tour Gloriette est une ancienne tour de fortification des XIIIe siècle, XVIe siècle, et XVIIe siècle à Arbois dans le département du Jura en Bourgogne-Franche-Comté. Le monument est inscrit aux monuments historiques depuis 1927.

## Historique
Cette tour de fortification carrée de 17 m de haut et 11 m de côté, est la plus importante des nombreuses tours des anciennes fortifications d'Arbois, construites vers 1260-1270, avec le château Bontemps du XIIe siècle et le château Pécauld du XIIIe siècle, et démantelées en grande partie en 1674. 

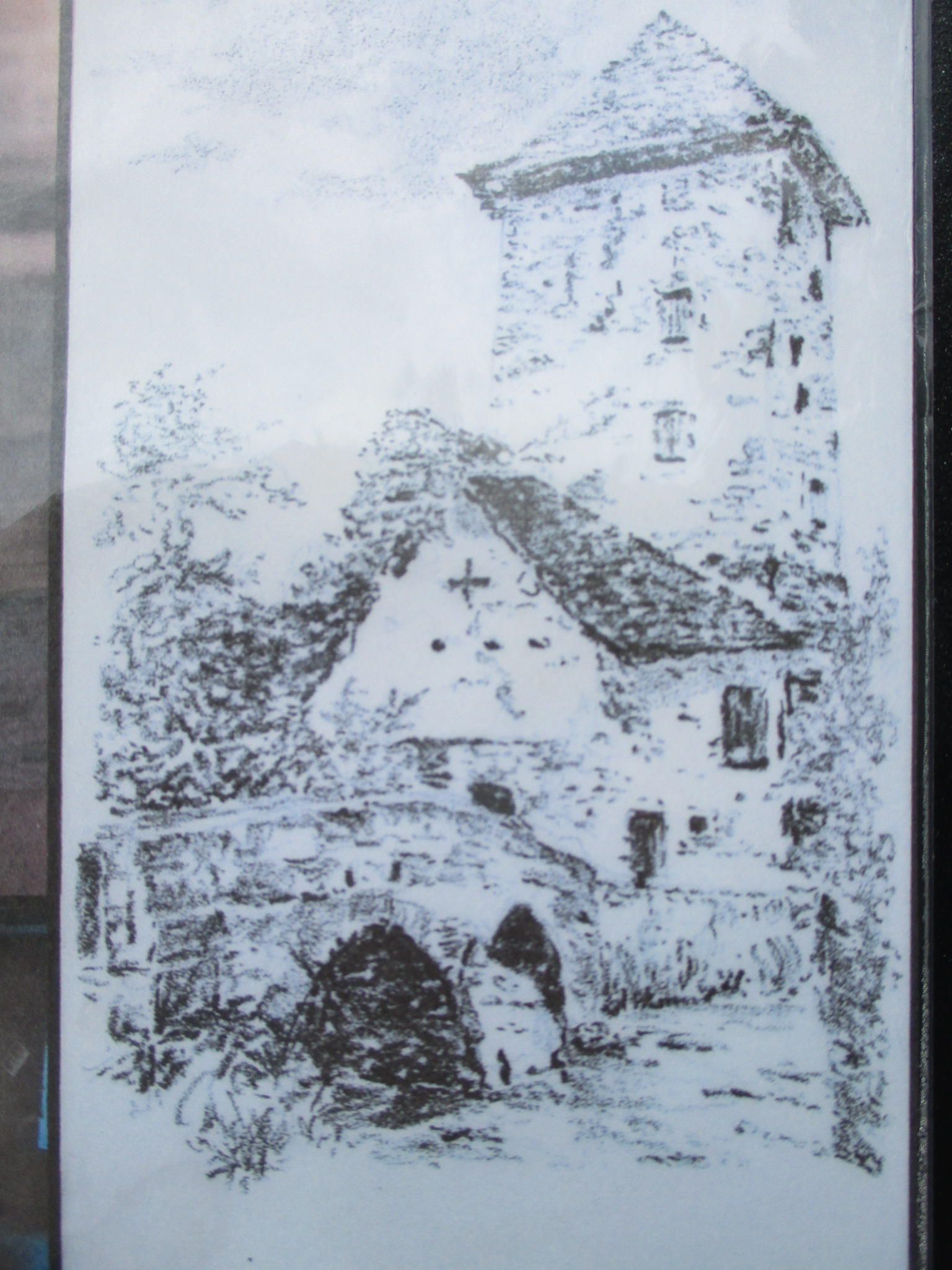
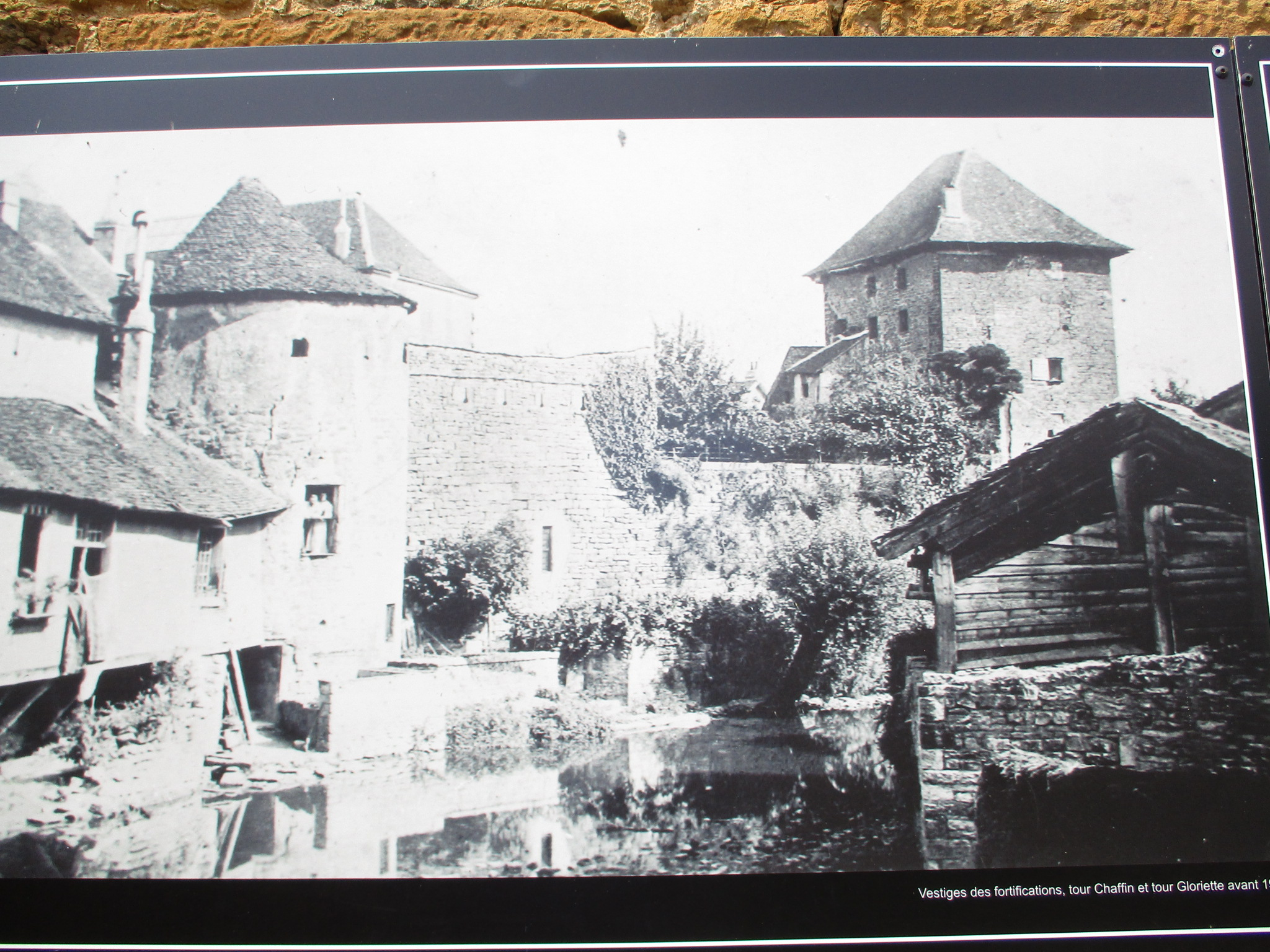
A droite de la tour Chaffin
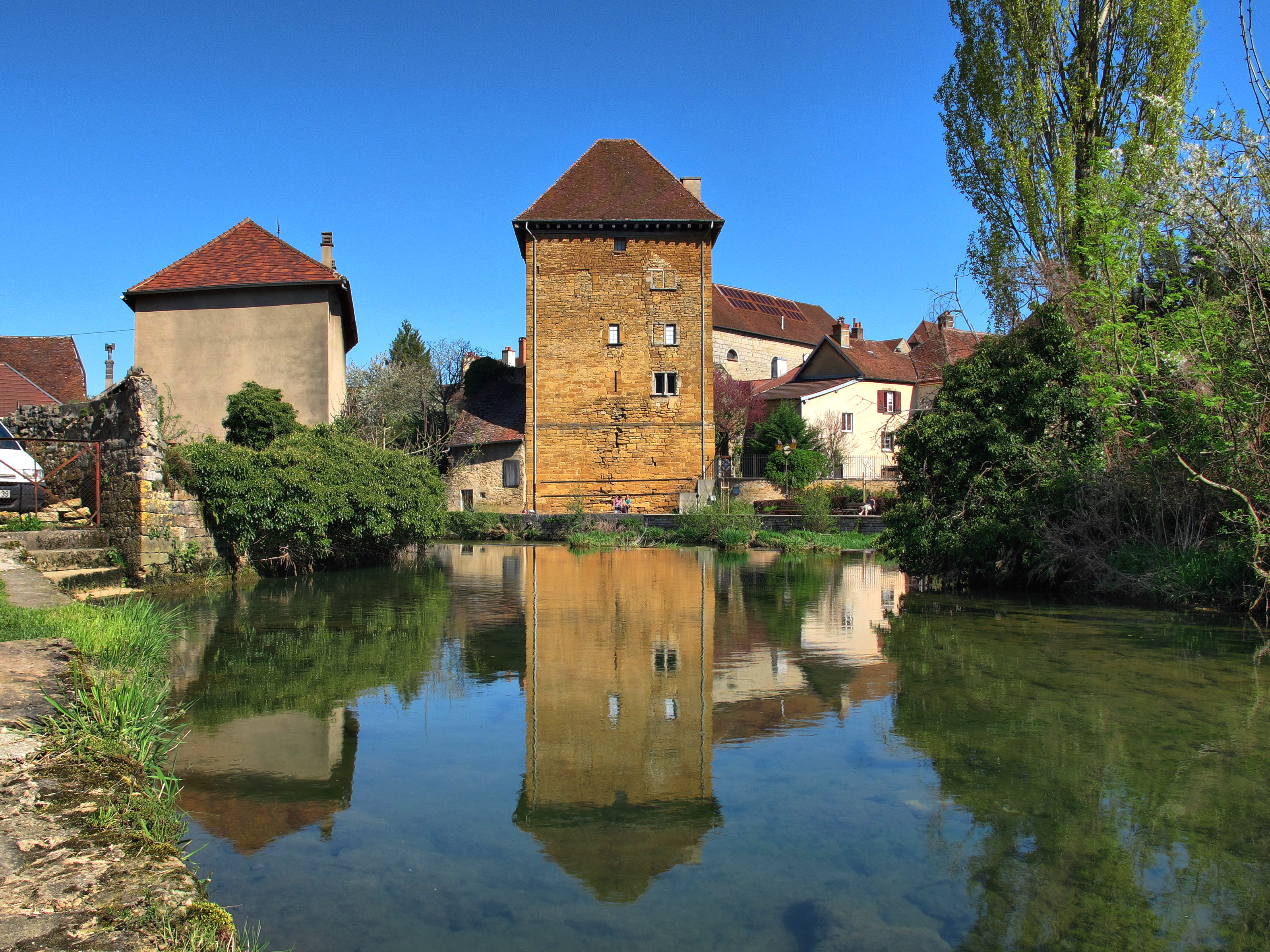
Reflet sur la Cuisance
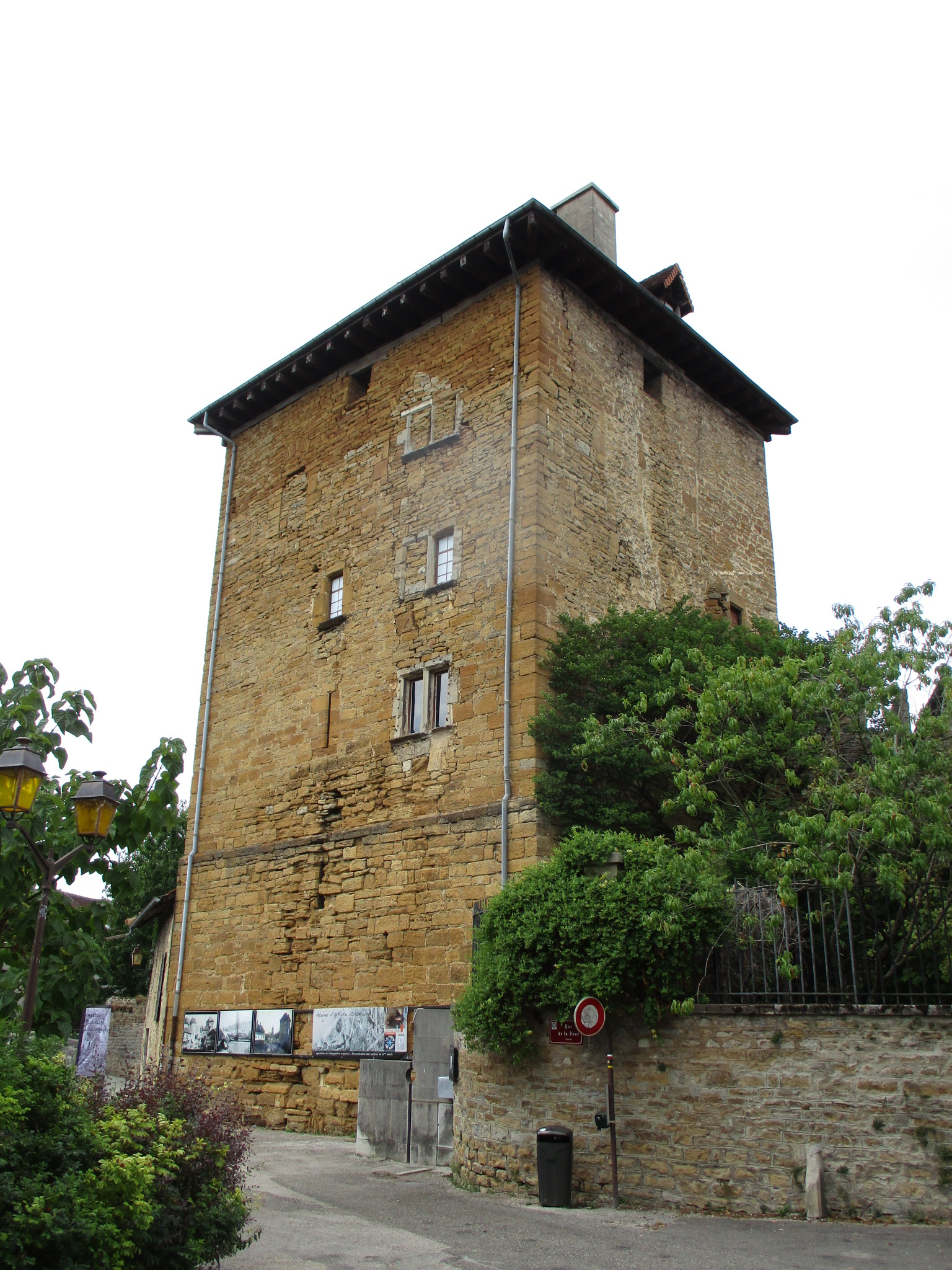
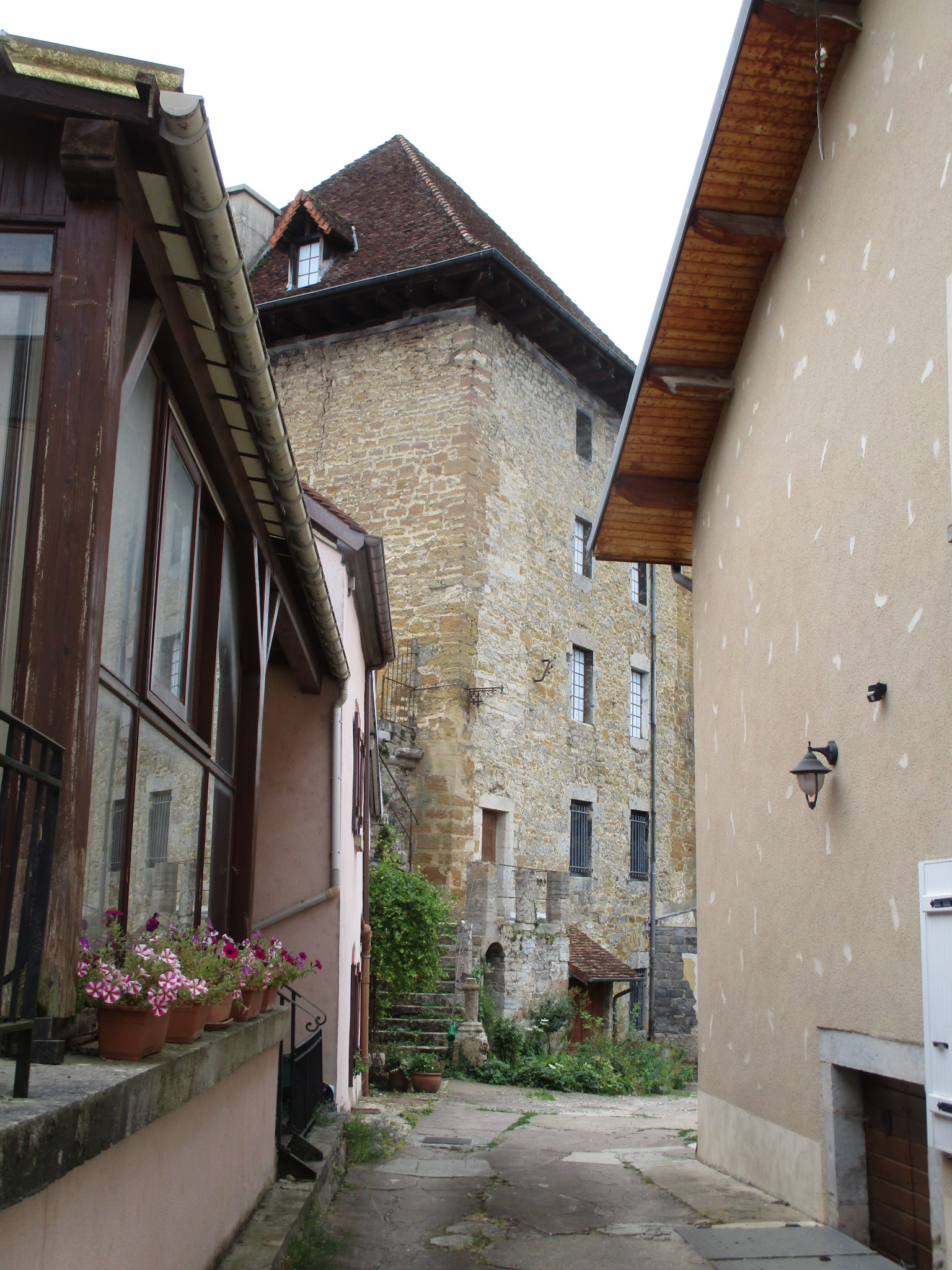

La tour construite en pierre jaune ocre locale est attestée en 1375, voisine du pont des Capucins sur la Cuisance, et de la tour Chaffin, à l'angle sud-est des fortifications.  Initialement, la ville louait ses tours, dont la tour Gloriette, à des particuliers. Elle est reconstruite sous sa forme actuelle après de graves dommages causés par une violente crue de la Cuisance de 1503. Elle sera ensuite vendue, Jehan Daguet, son dernier propriétaire, la cédant à la ville en 1598. Elle tiendra alors lieu d’hôtel de ville puis abritera un temps une compagnie d'arquebusiers à partir de 1655. En mars 1674, elle sera un des éléments des défenses de la ville qui permettront de résister aux assauts des troupes françaises (voir le siège d'Arbois).

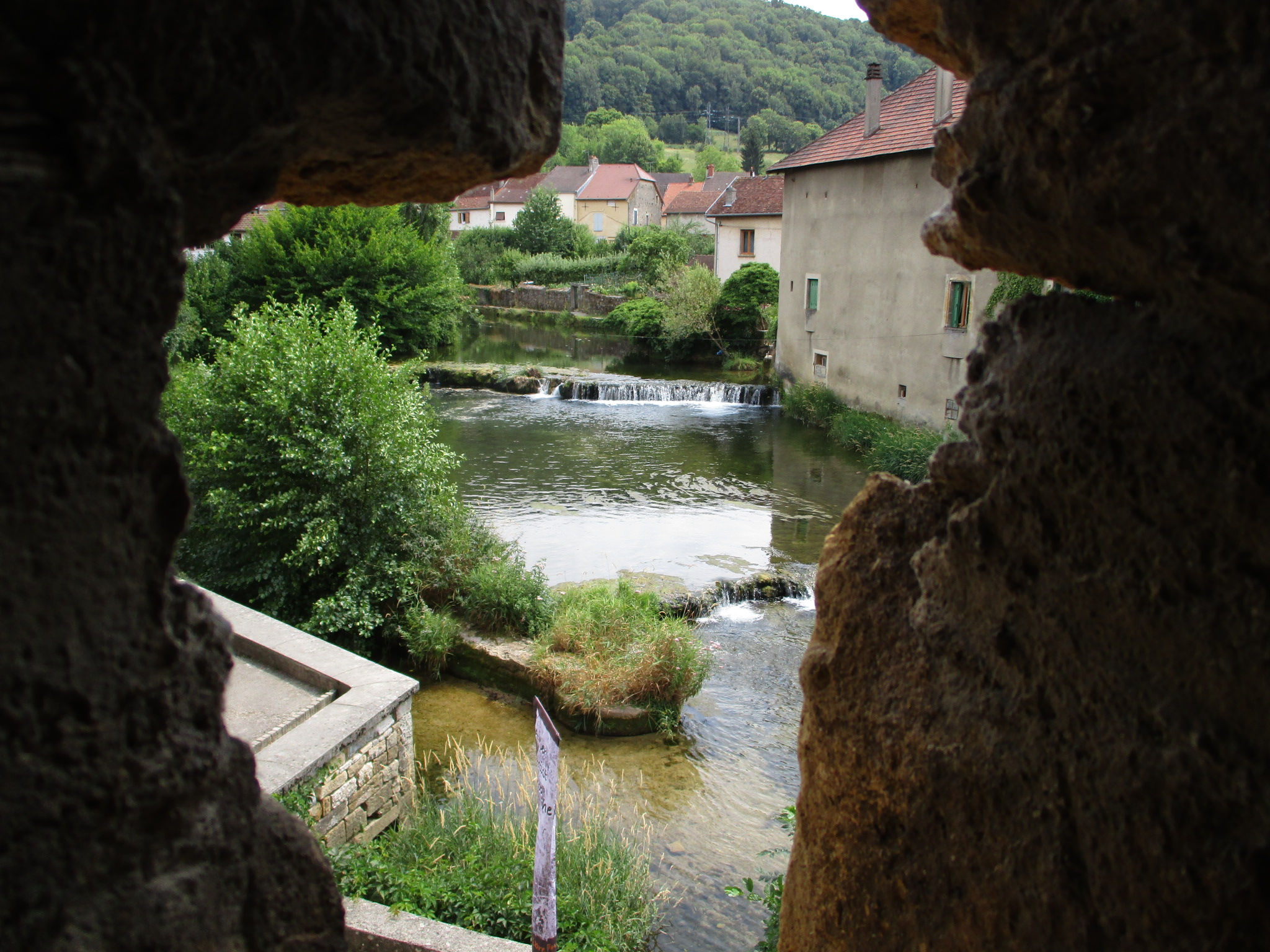
Cuisance depuis les meurtrières
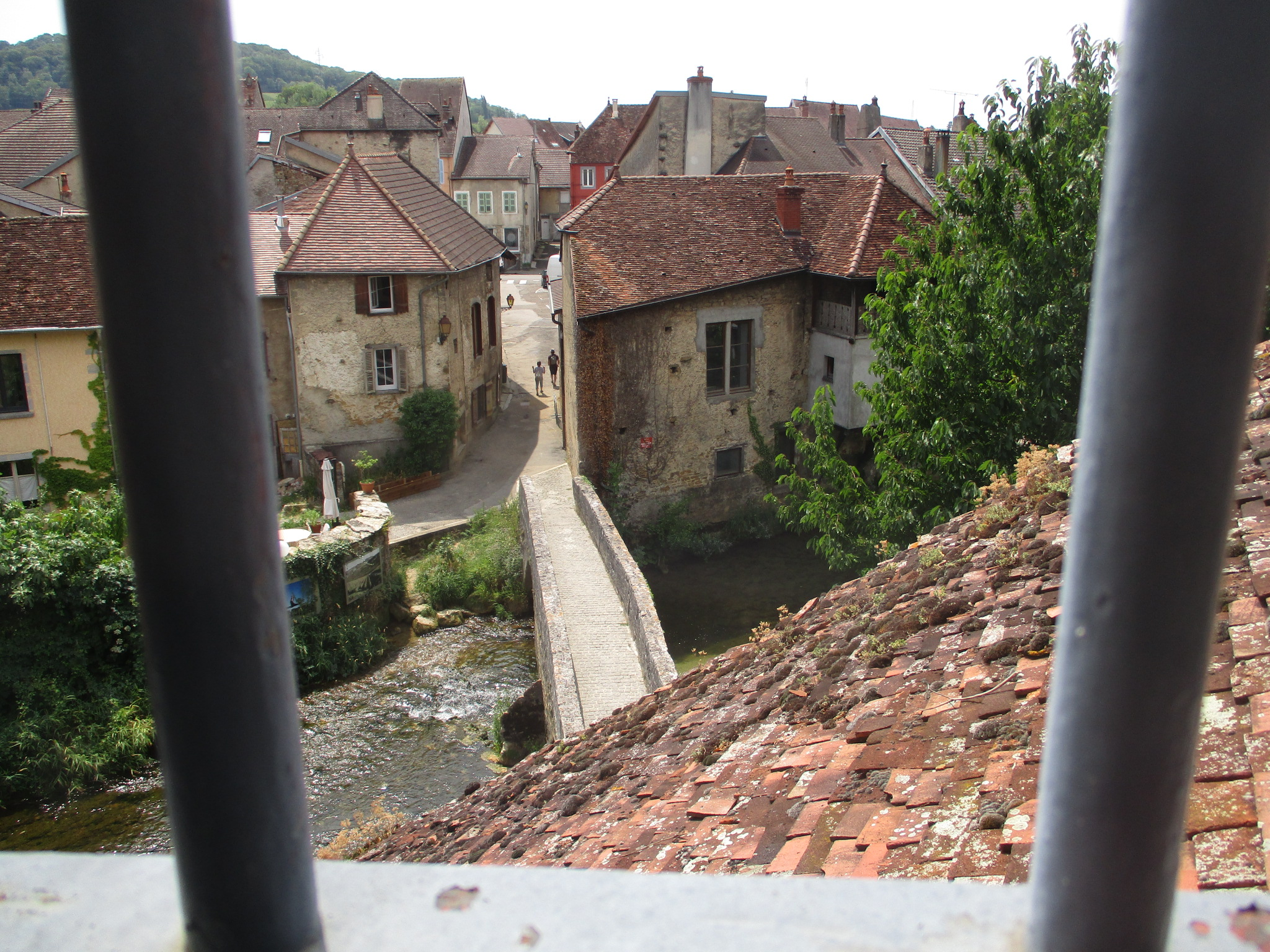
Pont des Capucins et Cuisance du 1er étage
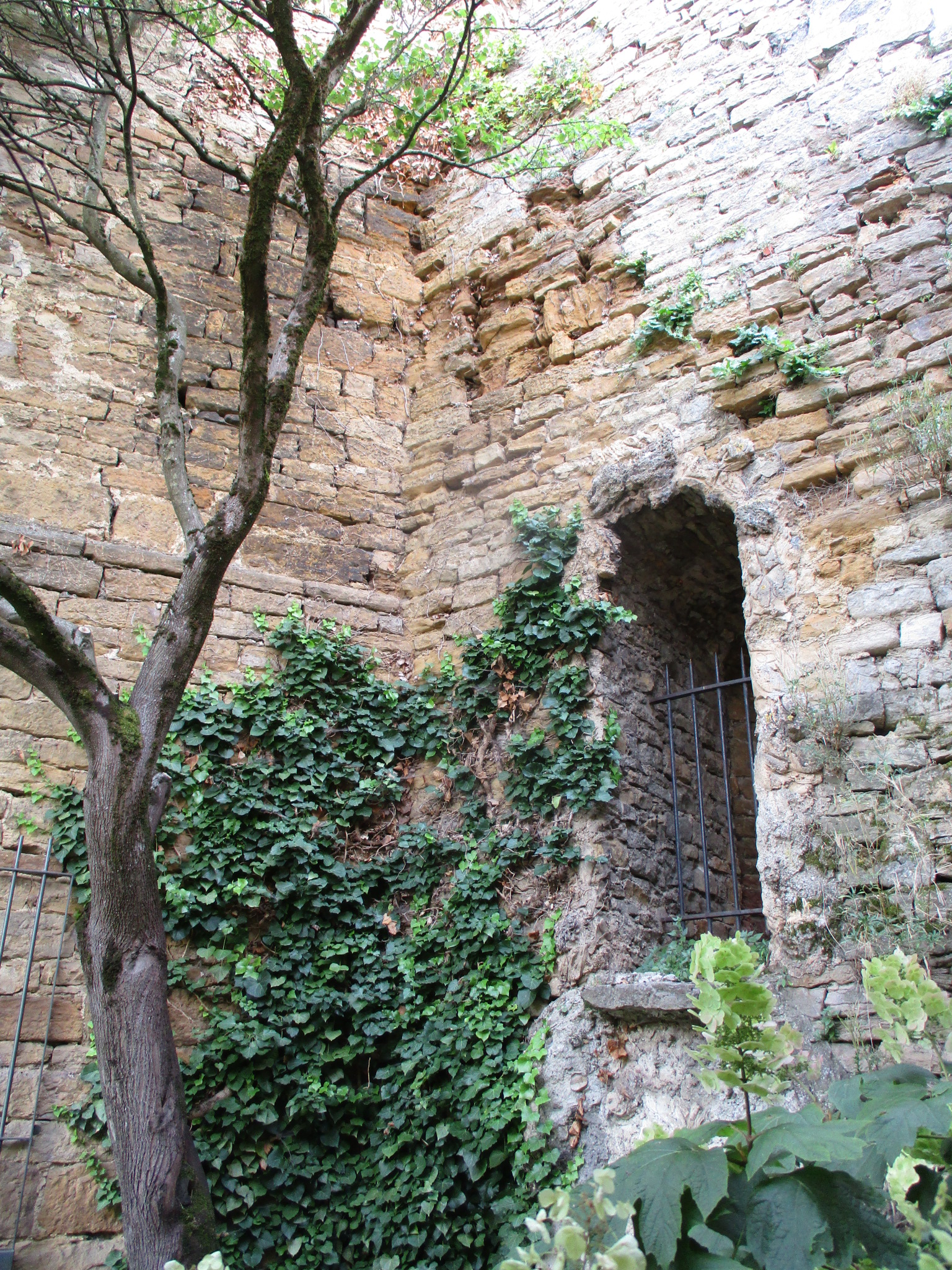
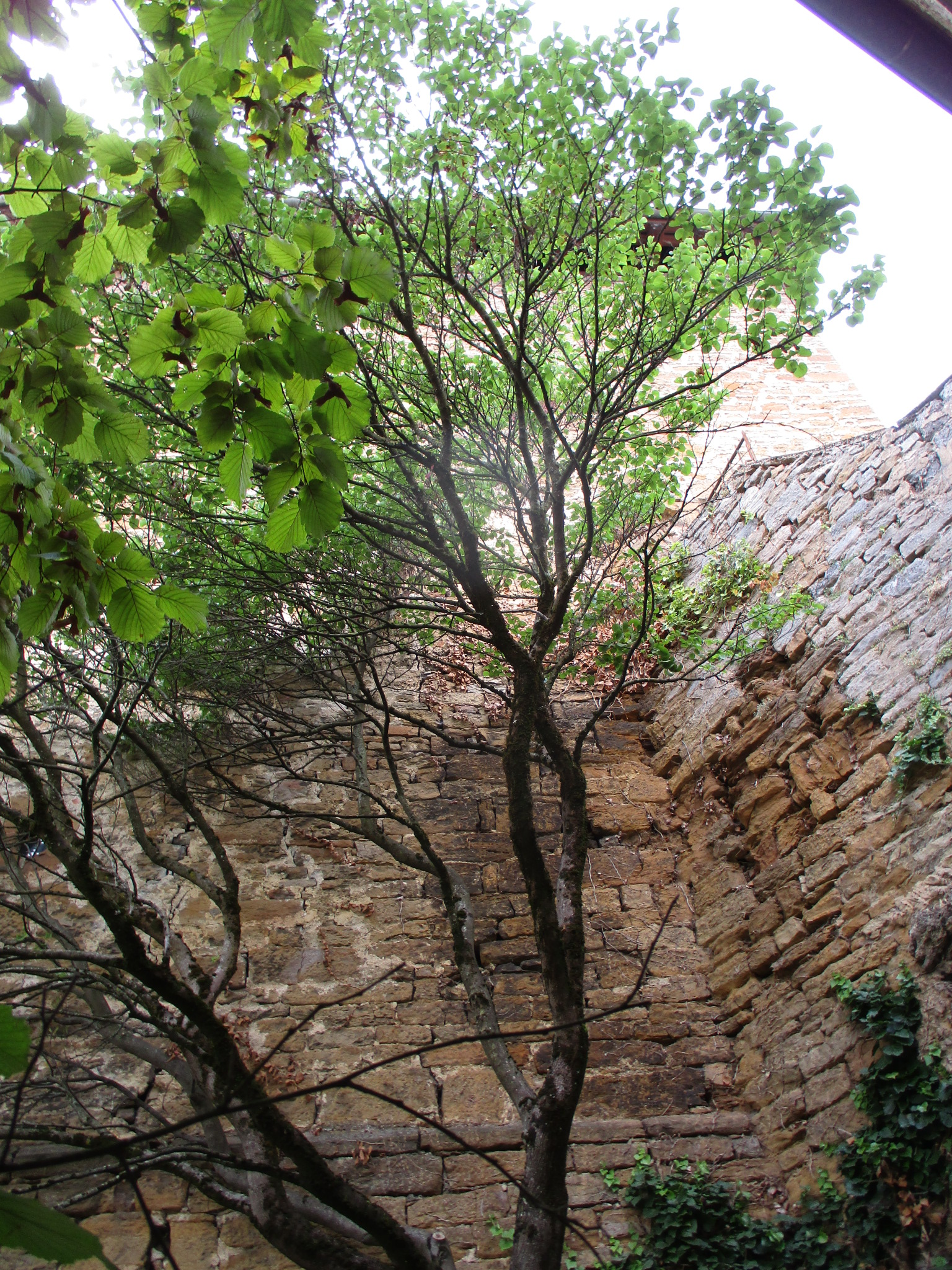

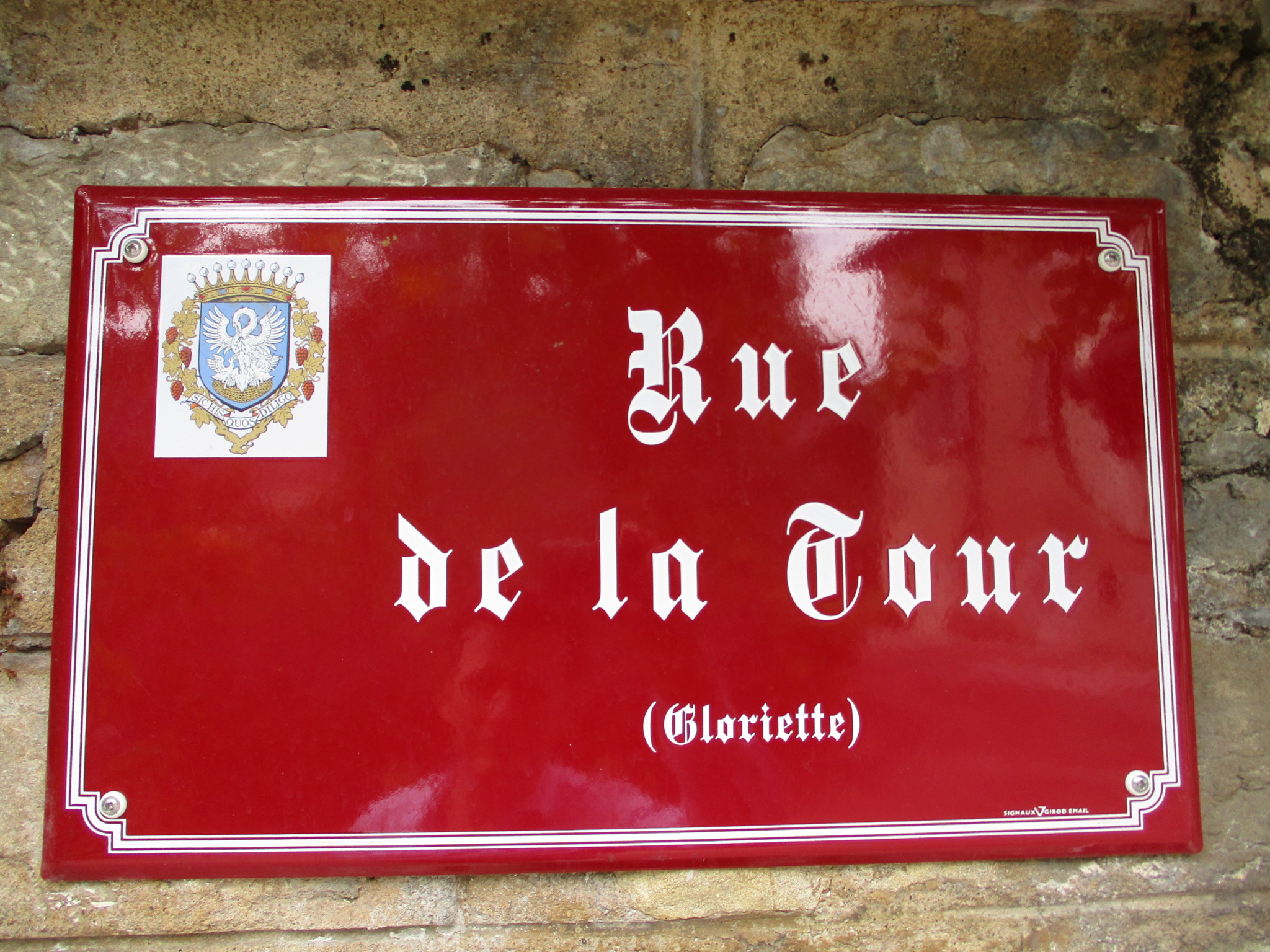
Rue de la Tour Gloriette
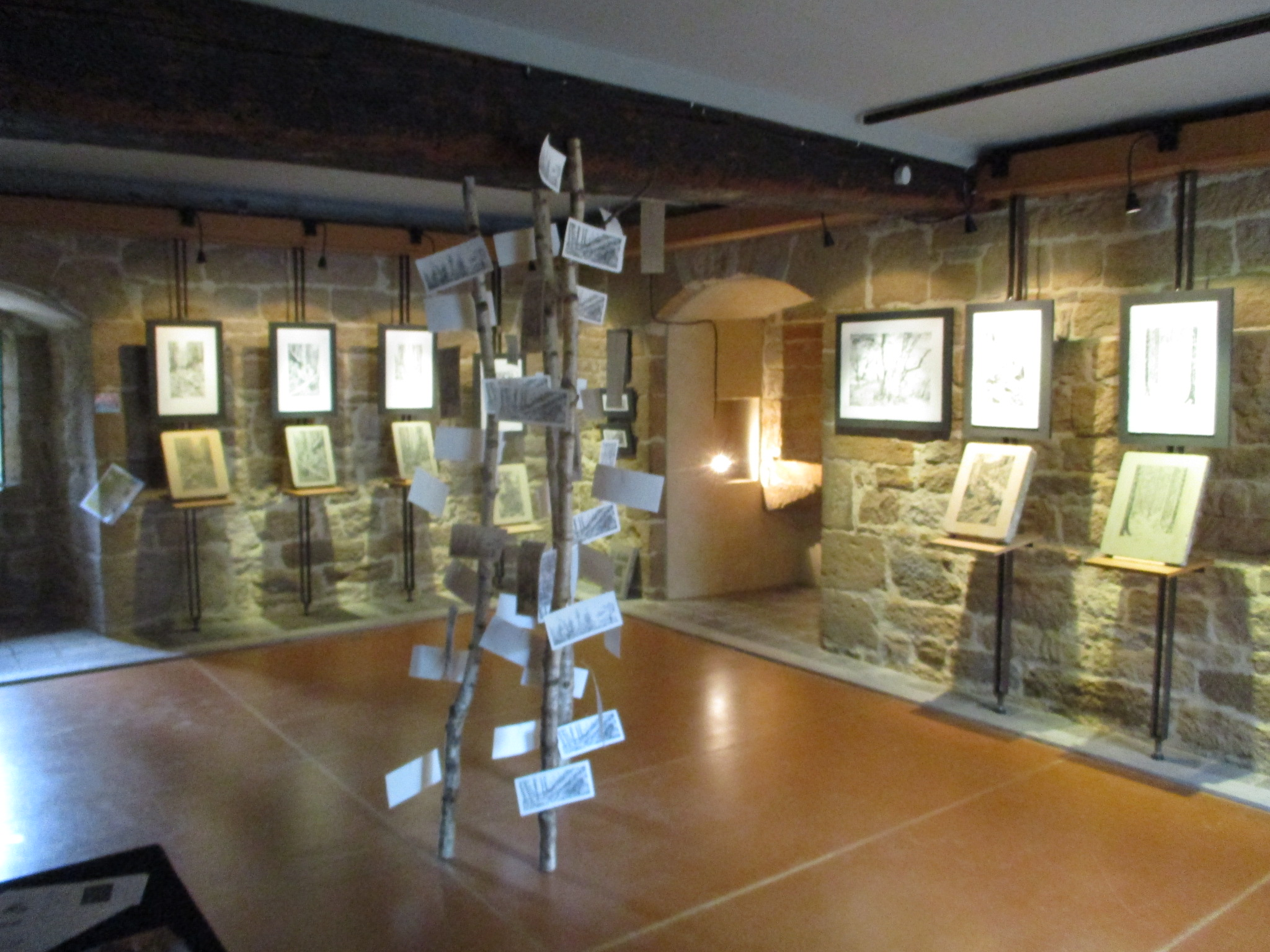
Exposition d'art (RDC)
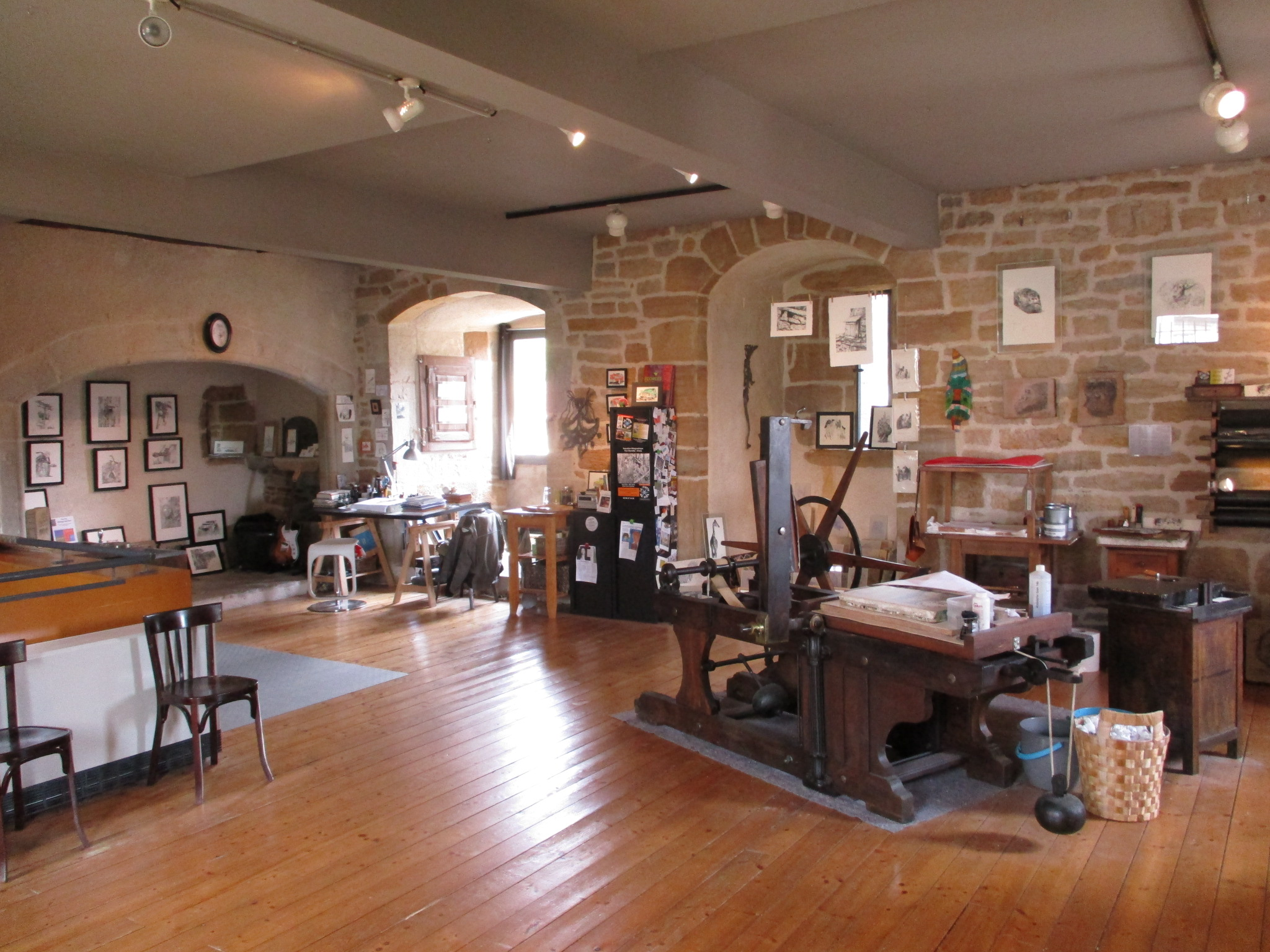
Atelier d'artiste de Lithographie (1er étage)

Elle est restaurée par la municipalité en 1989, à l'actuel 1 rue de la Tour (gloriette), et reconvertie en atelier d'artiste et expositions d'art.